# Сартакинский угольный разрез
Сартакинский угольный разрез — угледобывающее предприятие в Кемеровской области. Разрез образован в 1961 г.

## О предприятии
Разрез (до преобразования его в акционерное общество разрез «Колмогоровский») отрабатывает три участка: Сартаковское поле, «Северная прирезка» и «Пласт 9», расположенные в пределах северо-восточного крыла Уропской антиклинали Уропского месторождения (40 км от Ленинска-Кузнецкого и в 27 км к северо-востоку от г. Белово). Предприятие расположено в Беловском геолого-экономическом районе Кузбасса, частично на территории исчезнувшей деревни Сартаки.
Разрабатываются 3 пласта пологого залегания на участках Сартаковское поле и Северная прирезка со средней мощностью от 5,5 м до 10,3 м. Марка углей Д (энергетические). Средняя зольность 10,8-19,0 %. Влага 13,7-17,5 %. Калорийность 5120-5450 Ккал/кг.
Пласт 9 со средней мощностью — 12,94 м, зольностью 17-25 %, влагой — 15-23 % и теплотворной способностью — 5100-5500 Ккал/кг. Уголь марки Д (энергетический).

## История
- Образован в 1961 г. с производственной мощностью 400 тыс. тонн угля в год.
- В 2004 г. завершено строительство новой промплощадки с современным административно-бытовым комбинатом.
- В августе 2004 г. — сдана в эксплуатацию углепогрузочная станция Жарки.
- Добыча в 2006 году составила более 1 790 тыс. тонн.